# Dimalduccio da Forlì
Dimalduccio da Forlì, o Dimalducius Foroliviensis (... – XIV secolo), è stato un Frate degli Eremitani di Sant'Agostino, attivo nel XIV secolo, autore di diversi testi.
Dimalduccio da Forlì fu esperto sia di Sacra Scrittura sia di letteratura umanistica. Fiorì nella prima metà del secolo XIV. In particolare, dedicò il libro De Resurrectione Mortuorum a Bartolomeo di Capua, Pronotario e Logoteta di Re Carlo II di Napoli: ma è noto che Bartolomeo morì nel 1328.

## Opere
- Sermoni quaresimali
- De resurrectione mortuorum
- Postille o sermoni sulle Epistole domenicali
- Sermoni domenicali di tutto l'anno
- Sermoni festivi di tutto l'anno
- Sermoni al clero
- Trattato dei sette sacramenti.